# Фрер, Шарль Теодор

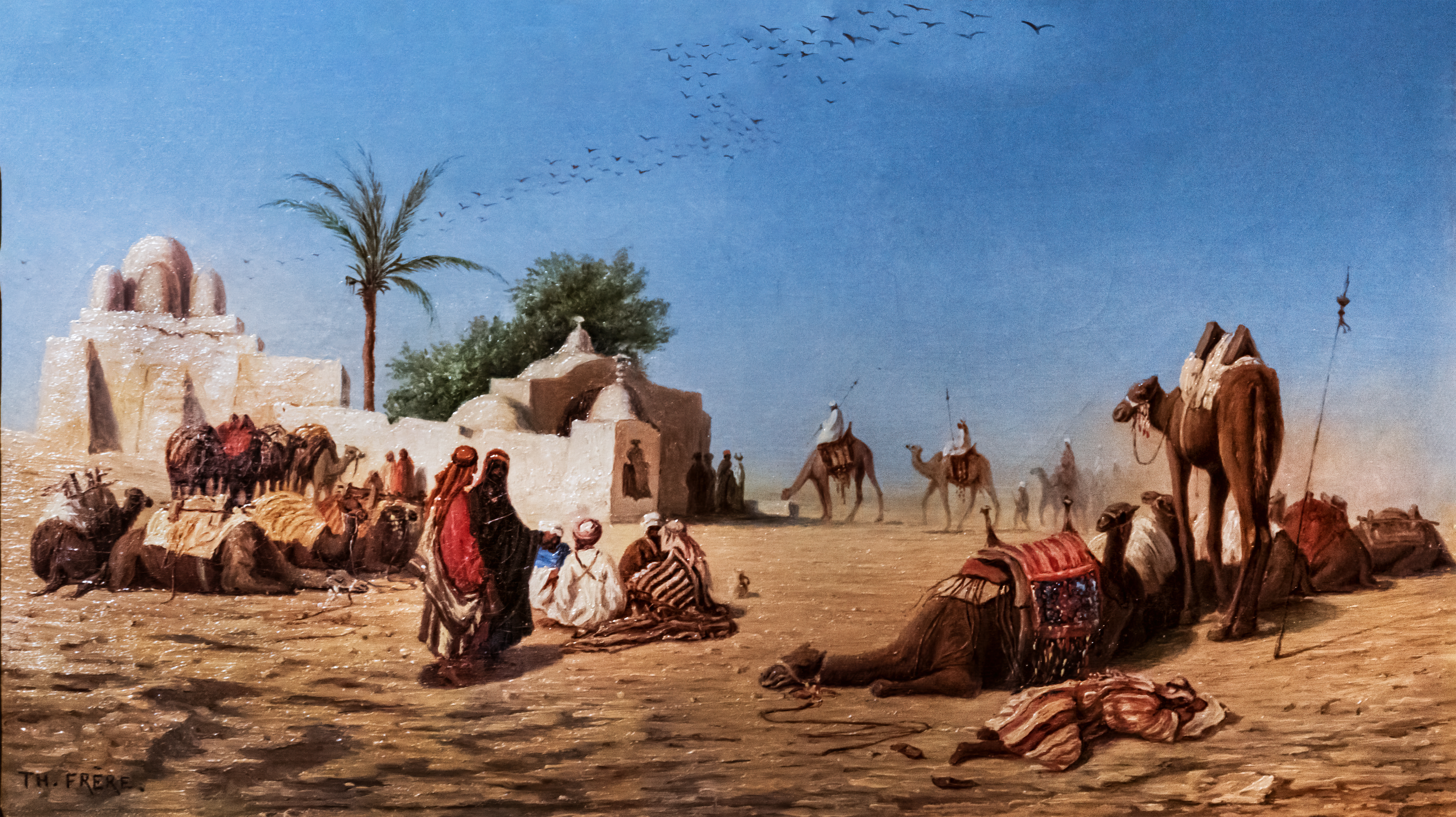
«Караван на привале», до 1850 г.

Шарль Теодо́р Фрер  (фр. Charles-Théodore Frère), прозванный Бей Фрер (Bey Frère; 24 июня 1814 года, Париж — 24 мая 1886 года, там же) — французский художник-ориенталист; старший брат художника Эдуарда Фрера.

## Биография
Ученик Ж. Конье (1798—1860) и Рокплана. Недовольный своими наставниками, скоро оставил их и обратился к непосредственному изучению природы с таким успехом, что уже с 1834 года стал выставлять свои произведения в парижских салонах.
В 1836 году отправился в Алжир, присутствовал при взятии французскими войсками Константины, а затем посетил внутренние местности Оранской провинции, Грецию, Константинополь, Малую Азию, Сирию и Египет. Около 1853 года открыл собственное ателье в Каире и стал придворным художником; вице-король Египта даровал ему звание бея.
По возвращении во Францию занимался преимущественно литографией, офортами и рисунками для политипажей.
В 1869 году сопровождал императрицу Евгению в её поездке по Нилу и написал по её заказу альбом акварельных видов и жанровых сцен, относящихся к этому путешествию.

## Творчество
Поначалу воспроизводил масляными красками и акварелью природу и быт Франции, но, после своего первого путешествия на Восток, с большим успехом посвятил свою кисть передаче его жгучего солнца и оригинальной народной жизни, изображениям пустыни с кочующими по ней караванами, восточных жилищ с фигурами в ярких костюмах, мечетей, базаров, улиц, кишащих пёстрой толпою, и т. п. Главные его картины в этом роде:
- «Еврейская улица в Константине»,
- «Предместье Баб в Цоуме»,
- «Янинский базар»,
- «Рынок в Константине» (все четыре написаны в 1840—1848 гг.),
- «Отдыхающие арабы» (1850),
- «Мечеть в Бейруте»,
- «Константинопольская улица»,
- «Базар в Дамаске»,
- «Каирский гарем»,
- «Кафе-Могамед в Каире» (1859),
- «Внутренность двора в Танахе, в Египте»,
- «Праздник у улема, в Константинополе» (1861),
- «Карнакские развалины» (1862),
- «Галатское кафе» (1867),
- «Самум»,
- «Караван на пути в Мекку»,
- «Вечер в верхнем Египте»,
- «Остров Филе, в Нубии»,
- «Могилы халифов, близ Каира» (1876),
- «Нил вечером»,
- «Пустыня»
- «Полдень» (1878).

В Санкт-Петербурге, в музее Императорской академии художеств (в Кушелевской галерее), до революции были два образца работ Фрера — картины «Вид Константины» и «Похороны в окрестностях Константины» (обе 1841 г.).